# Ghoulies w koledżu
Ghoulies w koledżu (ang. Ghoulies III: Ghoulies Go to College) – amerykański horror komediowy z 1991 roku, należący do serii Ghoulies. 

## Opis fabuły
Złośliwe małe demony pojawiają się w uniwersyteckim miasteczku, gdzie sieją postrach wśród młodzieży i nauczycieli. 

## Obsada
- Thom Adcox-Hernandez: Pixel
- Andrew Barach: Harley
- Hope Marie Carlton: Veronica
- John Johnston: Jeremy Heilman
- Patrick Labyorteaux: Mookey
- Eva LaRue: Erin Riddle
- Jason Scott Lee: Kyle
- Stephen Lee: Barcus
- Matthew Lillard: Stork
- Kevin McCarthy: Prof. Ragnar